# Dekanat Pottenstein
Dekanat Pottenstein – jeden z 17 dekanatów rzymskokatolickich wchodzących w skład wikariatu Unter dem Wienerwald archidiecezji wiedeńskiej w Austrii. W jego skład wchodzi 15 parafii. 

## Lista parafii
| Lp. | Miejscowość                        | Parafia                                        | Kościół                                                               | Grafika |
| --- | ---------------------------------- | ---------------------------------------------- | --------------------------------------------------------------------- | ------- |
| 1   | Altenmarkt-Thenneberg              | Parafia św. Jana Chrzciciela                   | Kościół św. Jana Chrzciciela w Altenmarkt-Thenneberg                  |         |
| 2   | Berndorf                           | Parafia św. Małgorzaty                         | Kościół św. Małgorzaty w Berndorf                                     |         |
| 3   | Enzesfeld-Lindabrunn               | Parafia św. Małgorzaty                         | Kościół św. Małgorzaty w Enzesfeld-Lindabrunn                         |         |
| 4   | Furth an der Triesting             | Parafia św. Magdaleny                          | Kościół św. Magdaleny w Furth an der Triesting                        |         |
| 5   | Grillenberg                        | Parafia św. Małgorzaty                         | Kościół św. Małgorzaty w Grillenberg                                  |         |
| 6   | Hafnerberg                         | Parafia Najświętszej Maryi Panny               | Kościół Najświętszej Maryi Panny w Hafnerberg                         |         |
| 7   | Hernstein                          | Parafia św. Wawrzyńca                          | Kościół św. Wawrzyńca w Hernstein                                     |         |
| 8   | Hirtenberg                         | Parafia św. Elżbiety                           | Kościół św. Elżbiety w Hirtenberg                                     |         |
| 9   | Kleinmariazell                     | Parafia Wniebowzięcia Najświętszej Maryi Panny | Kościół Wniebowzięcia Najświętszej Maryi Panny w Kleinmariazell       |         |
| 10  | Leobersdorf                        | Parafia św. Marcina                            | Kościół św. Marcina w Leobersdorf                                     |         |
| 11  | Neuhaus                            | Parafia św. Jana Nepomucena                    | Kościół św. Jana Nepomucena w Neuhaus                                 |         |
| 12  | Leobersdorf                        | Parafia św. Marcina                            | Kościół św. Marcina w Leobersdorf                                     |         |
| 13  | St. Corona am Schöpfl              | Parafia w St. Corona am Schöpfl                | Kościół w St. Corona am Schöpfl                                       |         |
| 14  | Berndorf-St. Veit an der Triesting | Parafia św. Wita                               | Kościół św. Wita w Berndorf-St. Veit an der Triesting                 |         |
| 15  | Weissenbach an der Triesting       | Parafia Najświętszego Serca Jezusowego         | Kościół Najświętszego Serca Jezusowego w Weissenbach an der Triesting |         |